# Undisclosed Desires
Undisclosed Desires är en låt av det engelska rockbandet Muse. Låten finns på albumet The Resistance och den släpptes som digital singel den 16 november 2009.
Undisclosed Desires har av bandet själv blivit kallad för en ”anti-Muse-låt” eftersom alla medlemmarna i bandet gör precis tvärt emot vad de brukar i övriga låtar. Trummisen Dominic Howard skapade ett delvis programmerat elektroniskt R&B-beat, medan bandets sångare Matt Bellamy spelar en så kallad keytar istället för gitarr eller piano som han annars gör i samtliga av bandets låtar. Basisten Chris Wolstenholme använder sig av en teknik kallad ”slap bass” vilket aldrig heller har förekommit i någon tidigare låt av Muse.
Resultatet av bandets alla experiment blev ett väldigt poppigt sound, troligtvis Muse mest poppiga låt hittills.